# Umberto Cerroni
Umberto Cerroni (Lodi,  5 de abril de 1926 - Roma, 27 de abril de 2007) fue un profesor universitario, ensayista, autor italiano de libros de materia política y jurídica.

## Biografía
Estudió en Roma con Pilo Albertelli y se graduó en 1947 en Filosofía del Derecho. En 1964 obtuvo la cátedra de Filosofía del Derecho y la tarea de la Historia del Pensamiento Económico e Historia del Pensamiento Político en la Universidad de Lecce.
En 1971 fue nombrado profesor titular de Filosofía de la Política y ha enseñado en Salerno y en el Istituto Universitario Orientale de Nápoles.
Desde 1976 ha sido profesor durante más de veinte años de Ciencias Políticas en la Facultad de Sociología de la Universidad "La Sapienza" de Roma. Desde el año 2000, de nuevo en la Universidad "La Sapienza" de Roma, fue nombrado profesor emérito.
El 23 de mayo de 2001, la Universidad de Macerata le concedió un doctorado honoris causa en Ciencias Políticas.

## Publicaciones
- Marx y el derecho moderno (Grijalbo).